# Sargadelos
Sargadelos (llamada oficialmente Santiago de Sargadelos) es una parroquia y una aldea española del municipio de Cervo, en la provincia de Lugo, Galicia.

## Etimología
Su nombre deriva de "Salgadelos", tal como figura en un documento de Alfonso VII del año 1128. Indicaría, por tanto, "lugares salgadelos", lugar con relativa abundancia de sal o salinas.

## Historia
En la población se fabricaba la llamada cerámica de Sargadelos, fundada por Raimundo Ibáñez, marqués de Sargadelos en el siglo XVIII. Sargadelos es la marca de la porcelana fabricada por las empresas del 'grupo Sargadelos', fundada por Isaac Díaz Pardo y otros colaboradores a mediados del siglo XX, situadas en Cervo-Lugo, y en O Castro-Sada, y que impulsan diferentes actuaciones empresariales y culturales entrando en concurso de acreedores en 2014.

## Organización territorial
La parroquia está formada por ocho entidades de población, constando seis de ellas en el nomenclátor del Instituto Nacional de Estadística español:

### Entidades de población
Entidades de población que forman parte de la parroquia:
- Fábricas (As Fábricas)
- Figueirido
- Fionza (A Fionza)
- Paraño (O Paraño)
- Quintas (As Quintás)
- Rato (O Rato)
- Sargadelos

### Despoblado
Despoblado que forma parte de la parroquia:
- Loza (A Louza)

## Demografía

### Parroquia
| Gráfica de evolución demográfica de Sargadelos (parroquia) entre 2000 y 2019 |
|                                                                              |
| Datos según el nomenclátor publicado por el INE.                             |

### Aldea
| Gráfica de evolución demográfica de Sargadelos (aldea) entre 2000 y 2019 |
|                                                                          |
| Datos según el nomenclátor publicado por el INE.                         |

## Festividades
La fiesta de la parroquia se celebra en honor de Santiago, el 25 de julio.

## Monumentos
Destacan como edificios el Pazo da Administración y el Pazo do Marqués de Sargadelos, ambos construidos en el siglo XVIII, época de mayor esplendor industrial de la población.